# Aldo Costa
Aldo Costa (Parma, 5 juni 1961) is een Italiaans autotechnicus en de technisch directeur van het Formule 1-team Mercedes GP. Voluit: Mercedes AMG Petronas Formula One Team. 
Na de middelbare school studeerde Costa autotechniek aan de Universiteit van Bologna. Zijn carrière in de autosport begon in 1988 als hoofdontwerper bij Minardi. In 1995 verkaste Costa naar Scuderia Ferrari, waar hij vanaf 1998 als assistentontwerper van Rory Byrne aan de slag ging. In 2004 nam hij de taak van hoofdontwerper op zich. Begin 2006 werd Costa benoemd tot Hoofd Ontwerp & Ontwikkeling bij Ferrari. Op 12 november 2007 werd bekend dat hij technisch directeur bij het Formule 1-team werd. Sinds 2011 is hij in dienst als technisch directeur bij Mercedes GP.